# Estrada Intendente Magalhães
La Estrada Intendente Magalhães es una vía de la ciudad de Río de Janeiro, Brasil. Une los barrios de Madureira a Campo dos Afonsos, pasando por Campinho, Oswaldo Cruz, Bento Ribeiro, Vila Valqueire y Marechal Hermes. La zona donde inicia, aunque históricamente es reconocida por la población como parte de Campinho, según lo establecido por la Municipalidad, forma parte de Madureira.

## Historia
Originalmente era parte del Caminho Imperial (tamibén llamado Caminho dos Jesuítas, Caminho das Minas, Estrada Real de Santa Cruz y Estrada Imperial de Santa Cruz), que unía Río de Janeiro a Sepetiba, pasando por la entrada de la Hacienda Imperial de Santa Cruz. Su nombre es un homenaje al teniente coronel Carlos José de Azevedo Magalhães quien heredó las tierras donde se extiende esta vía. El militar fue luego nombrado intendente.

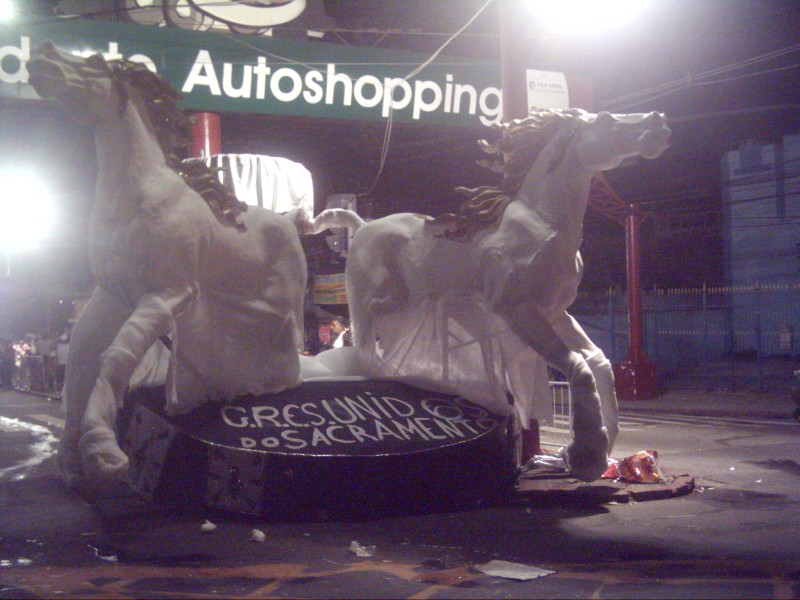
Coche inaugural de la escuela de samba Unidos do Sacramento, frente a la Estrada Intendente Magalhães'.

Actualmente en esta avenida se ubican edificios residenciales de clase media y baja así como varios centros comerciales de venta de automóviles. En ella tienen su sede las escuelas de samba Tradição y União de Jacarepaguá. En septiembre del 2010 se inauguró la UPA Madureira, en un área reconocido históricamente como parte de.

### Carnaval de Rúa

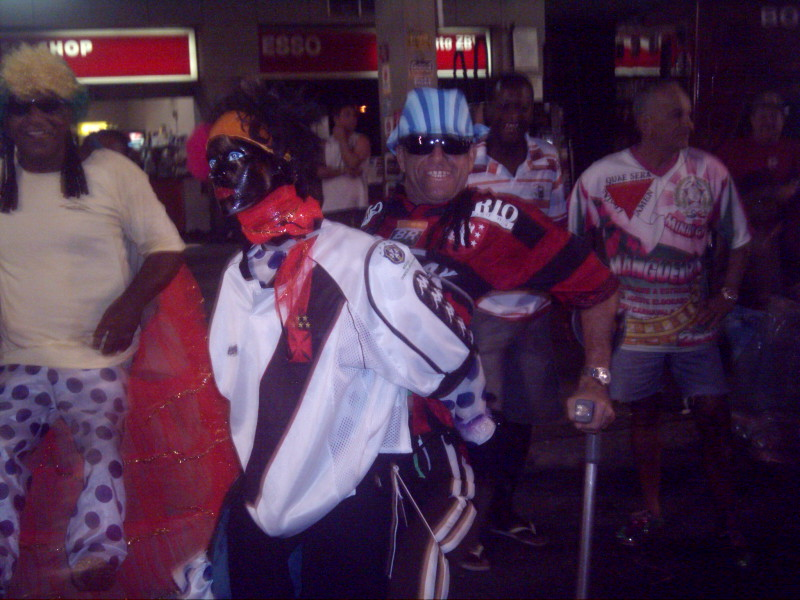
Juerguistas en el Carnaval de la Estrada Intendente Magalhães.

A partir de 1989, la vía pública pasó a ser uno de los locales para los desfiles del carnaval carioca, con desfiles de la Federação dos Blocos, realizados hasta hoy el sábado de Carnaval. 
En el 2004 la AESCRJ estableció definitivamente a la vía como escenario de los desfiles de los grupos de acceso C, D y E y, más tarde, de su desfile de campeones.
En abril del 2013, surgieron especulaciones respecto de la posibilidad de cambiar de local para el desfile del año siguiente. Según el vicepresidente de la asociación, Sandro Avelar, el evento sería realizado en el estadio Engenhão. Tal cambio nunca se confirmó. 
Ese mismo año, el Grupo B (tercera divisão) también pasó a desfilar en esta vía y desde el 2015, el Grupo E se reactivó y pasó a formar parte del sábado de campeones.
En el 2020, la LIESB fusionó dos grupos y originó el Grupo Especial de Intendente Magalhães, además de contar con los grupos de acceso y evaluación y el 2023, los desfiles abandonaron esta vía pública hacia la avenida Ernani Cardoso, en una especie de "mini Marquês de Sapucaí".